# 久御山町のってこバス
久御山町のってこバス（くみやまちょうのってこバス）は、京都府久世郡久御山町がかつて運行していたコミュニティバスである。2007年4月運行開始。2015年12月31日をもって運行終了。

## 概要
運行開始当初は、京阪バス・京阪シティバス・京阪宇治交通・京阪宇治バスが運行していたが、路線の統廃合などにより、末期は京阪バスと京都京阪バスが運行していた。
京阪バスの公式サイトでは、東コースの路線名は「久御山実証実験」、かつてあった京阪宇治バスの公式サイトでは、西ルートの路線名は「久御山コミュニティバス・西巡回線」と記載されていた。久御山町の公式サイトでは、総称して「久御山町巡回バス」と記載されていた。略して単に「のってこバス」とも呼ばれていた。

## 沿革
- 2004年（平成16年）1月15日：基幹路線の試験運行開始（久御山団地-中書島。京阪中書島バス停は当時未設置）
- 2004年（平成16年）7月2日 基幹路線の試験運行終了。この時に基幹路線は大久保駅に延長され一般路線化。その一部は城南荘経由で宇治車庫まで設定された（京阪宇治交通・京阪宇治バスのみ）。コミュニティバス・東ルートと西ルートの試験運行開始。
- 2007年（平成19年）4月1日：コミュニティバスの正式運行開始。東ルートの一部経路を変更。
- 2007年（平成19年）6月22日：利用者数が10万人を突破。
- 2010年（平成22年）4月1日：東ルートの管轄営業所を、京阪バス枚方営業所より同京田辺営業所に変更。
- 2010年（平成22年）4月26日：ジャスコ久御山店前を、宇治中書島線のジャスコ東と統合の上移転し、まちの駅ジャスコ久御山店前に改称。
- 2011年（平成23年）7月：まちの駅ジャスコ久御山店前を、まちの駅イオン久御山店前に改称。
- 2014年（平成26年）2月8日：淀新町 - 京阪淀駅間のルートと乗り場を変更[2][3]。
- 2014年（平成26年）4月1日：会社合併により西ルートの管轄会社を京都京阪バスに、管轄営業所を京阪宇治バス宇治営業所より京都京阪バス八幡営業所に変更。
- 2015年（平成27年）12月31日：運行終了。同月1日からデマンド式乗合タクシー「のってこタクシー」が運行されている。利用は登録済の久御山町民に限定。

## 運賃・乗車券類
- 運賃は全線大人150円、小児80円
- 支払いには京阪グループ共通バスカード及び、スルッとKANSAIが使えた。
- また、上記のカードの他に、独自の回数券として「東西巡回ルート専用回数券」も発売されていた。大人用のみで1000円（8枚綴）。
- まちの駅イオン久御山店前停留所で、東ルートと西ルートとの乗り継ぎができた（乗継券を発行）。
- また、毎月最終日曜日に運賃を無料にしていた。
- 東ルートでは2008年10月1日より、PiTaPa・ICOCAの使用が可能となった。ただし、PiTaPa登録型割引は適用除外となっていた。
- 2014年4月1日の消費税率引き上げ後も、引き続き一律150円とされた。

## 路線

### 東ルート
2010年3月までは京阪バス枚方営業所（京阪シティバス委託）、同年4月以降は京阪バス京田辺営業所（京都京阪バス委託）が担当。
- 久御山町役場前 - 中学校前 - まちの駅イオン久御山店前 - 佐古 - 西林 - 久御山団地 - 栄中央公園[注釈 1] - 林 - 下津屋サンハイツ - 久御山町役場前
- 栄中央公園 → 久御山団地 → 西林 → 佐古 → まちの駅イオン久御山店前 → 中学校前[注釈 2] → 久御山町役場前（反時計回り始発便のみ）
  - 系統番号は設定されていない。時計回りと反時計回り（逆ルート）を基本的に交互に運行。

### 西ルート
2014年3月までは京阪宇治バス宇治営業所、同年4月以降は京都京阪バス八幡営業所が担当。
- 28系統 まちの駅イオン久御山店前 - 村東 - 御牧小学校 - 相島北 - 相島西 - 坊之池 - 北川顔 - 淀新町 - 京阪淀駅
- 29系統 まちの駅イオン久御山店前 - 村東 - 御牧小学校 - 相島公会堂前 - 相島西 - 排水機場前 - 前川橋 - 排水機場前 - 相島西 - 坊之池 - 北川顔 - 淀木津町 - 京阪淀駅
  - 久御山町役場では、上記のコースを「東巡回ルート」「西巡回ルート」、もしくは2つを合わせて「東西巡回ルート」と呼んでいた（運賃の項目を参照）。
  - 京阪淀駅行きとまちの駅イオン久御山店前行きとで運行ルートが異なり、経由しないバス停があった。

### KUMIYAMA EXPRESS
京阪バス枚方営業所・京阪宇治交通田辺営業所・京阪シティバス洛南営業所・京阪宇治バス宇治営業所の共管。
- 久御山団地 - 佐古 - 新タマキ - ジャスコ久御山店前（当時） - ジャスコ東 - （西大手筋 → ）中書島
  - 現在の大久保中書島線25号経路の一部であるが、当時は洛南道路が一部未完成であったため、中書島行きについては、ジャスコ東から国道1号線を走り、中書島からは現在と同じ洛南道路を経由していた。なお一般路線化と同時に久御山団地 - 近鉄大久保を延長したほか、京阪宇治バス宇治営業所担当の一部の便は、宇治車庫までの系統（23系統）も開設された。

## 車両
- 東ルート

京阪バス枚方営業所から京田辺営業所に転属されて配備されている日野・リエッセおよび、旧・京阪宇治交通で使用されていた三菱ふそう・エアロミディが使用されていた。
塗装は、元々のってこバス専属車でだったE-3133のみパズル柄のものとなっているが、W2007/W2008は旧・京阪宇治交通カラー、残り1台(E-3156)は京阪バスカラーであった。なお、4台の車両は津田サイエンスヒルズ線と共通運用となっていた（ただしE-3133は津田サイエンスヒルズ線に充当することは基本的に行っていなかった）。
開設に当たっては、門真営業所から転属された三菱ふそう・ローザを使用していた（現在その車両は、寝屋川営業所に再転属されタウンくるに使用されていたが、2010年9月に廃車された）。なお枚方営業所管轄時代、専用車両の予備車が無かった頃は、車検時は枚方営業所の小型車（一般塗装）が代走で使用されていた。
廃止後、E-3133は寝屋川営業所に転属し、タウンくるで運用されるようになった。またその他の車両のうち、W2007/W2008を改番したU1150/U1151については引き続き京田辺営業所に配置され、津田サイエンスヒルズ線での運用を中心に使用されている。E-3156ものちに寝屋川に転属してタウンくるに使用されている。
- 西ルート

京都京阪バス八幡営業所に配備されている、日野・リエッセ（車両番号4501M）が使用された。
塗装は、東ルートに使用されるものと同じパズル柄ではあるが、クリーム色ベースに緑色のパズルをデザインされたものを使用していた。
なお、開設に際しては日野・レインボーRBの1台(508M)が予備車であったが、老朽化のため廃車し、2009年以降は日野・ポンチョIIの内、2009年度に製造された車両のどれかを充当することになっており、小型車及び小型ショート車共に充当された。
日野・ポンチョはこの他に、2006年度に製造された車両も4台配属されているが、これは城陽さんさんバス専属車両であるため、のってこバスには基本的に充当されなかった。
路線廃止とともに、4501Mは自家用登録とされた。
- KUMIYAMA EXPRESS

4社とも大型車もしくは、中型長尺車を使用していた。
現在の大久保線25系統はそれを踏襲している（時折中型車両を使用することがある）。

## 特記事項
- 淀新町・淀木津町・淀下津町・京阪淀駅停留所は京都市伏見区に位置する。
- まちの駅ジャスコ久御山店前は2011年5月28日改正より、停留所名がまちの駅イオン久御山店前に改称したが、のってこバスの停留所名の改称は7月に行われた[4]。
- 西巡回便は2014年2月8日始発便より、路線バス15系統、21・21A・21B系統と同様、迂回運行となった。ルート変更の際新たに淀木津町と淀下津町バス停が新たに設置された。
- 北川顔 - 京阪淀駅間「淀新町」バス停は移設、「京阪淀駅（南）」バス停は廃止し、「京阪淀駅バスターミナル（北）」へ移動された。